# Saifuddin Azizi
Saifuddin Azizi (también Saif al-Din ʿ Aziz, Tacheng Uigur; 12 de marzo de 1915 - Pekín; 24 de noviembre de 2003) fue un político y estadista chino de etnia uigur, primer presidente de la Región Autónoma Uigur de Sinkiang en la República Popular de China.

## Biografía
Azizi nació en Tacheng Uigur en una familia influyente de comerciantes originaria de Artux. Asistió a la escuela de Xinjiang, y luego se trasladó a la Unión Soviética, uniéndose al Partido Comunista de la Unión Soviética (PCUS) y estudió en el Instituto Político de Asia Central en Tashkent.
Regresó a Xinjiang como un agente soviético, instigando la Rebelión prosoviética Ili contra el gobierno de la República de China al noroeste de Xinjiang. Se desempeñó como Ministro de Educación en Segunda República del Turkestán Oriental y como Comisionado de Educación en el gobierno de la coalición Zhizhong en la rebelión Ili Kuomintang Zhang de 1945 a 1948.
En septiembre de 1949, Saifuddin asistió a la Conferencia Política del Pueblo Chino respaldado por el Partido Comunista de China (PCCh), convirtiéndose en miembro del nuevo gobierno comunista. En octubre, la revolución de 1949 en China llevó a los comunistas al poder en Xinjiang y en China en general; Saifuddin ocupó diferentes puestos en diversos Asuntos Políticos y Legales para el nuevo gobierno
De diciembre de 1949 hasta enero de 1950 Acompañó a Mao Zedong en su viaje a Moscú para negociar el Tratado Chino-Soviético de Amistad; el 27 de diciembre de 1949 renunció al PCUS y se unió al PCCh siguiendo el consejo del propio Mao. En 1955, expresó a Mao su desacuerdo con las propuesta de nombrar Xinjiang "Región Autónoma Xinjiang", argumentando que "la autonomía no se le da a las montañas y los ríos. Se administra a determinadas nacionalidades". Como resultado, el área administrativa se llamaría "Región Autónoma Uigur de Sinkiang".
En la Conferencia Consultiva Política del Pueblo Chino (CCPPCh) en Beijing, obtuvo el cargo de presidente regional de Sinkiang, puesto que mantuvo desde 1955 hasta 1978, con un breve respiro durante la Revolución Cultural. Fue vicepresidente del Comité Permanente del primer al séptimo Congreso de la Asamblea Popular Nacional y miembro suplente del décimo y undécimo Buró político del Comité central del PCCh. De 1993 a 1998 se desempeñó como vicepresidente del Comité Nacional de la CCPPCh.  Murió debido a una enfermedad a la edad de 88 años.